# ブックカバー
ブックカバーは、日本では、書籍やノート等の表面を保護あるいは飾るために表紙の更に外側にかける覆いのこと。英語では"book jacket"、"dust wrapper"、"dust jacket"、"dust cover"などと呼ぶ。英語で"book cover"は表紙のことである。工場出荷時からついているものと、購入時または購入後につけるものとがある。共につけ二重になることもある。中国語では書皮と表記するため、「書皮（しょひ）」という呼び方をすることがある。

## 工場出荷時のカバー
工場出荷時から付いているカバーで、流通時や店頭陳列時にもついている。本という商品の一部である。

### カバーのある本とない本
上製本（ハードカバー）では箱入りのものとカバー付のものなどがある。箱入りでも透明のカバーが付いているものがある。皮装本では皮装自体がカバーであり、手触りが損なわれるためさらにカバーを付けない。雑誌は、費用削減と製造工程の簡素化のため、出荷時のカバーはない。洋書の並製本（ペーパーバック）にはカバーがない。
文庫・新書などの並製本は、かつてはカバーはなかった。カバーと呼ばないがグラシン製（いわゆる「蝋引き紙」）の薄い半透明のカバーが付いていた。1950年代にカッパブックスがそれぞれにデザインの異なったカバーを付けて話題となり、カバーの付いた新書が出はじめた。文庫の場合も映画化に合わせて増刷する場合などにカバーを付けるなど徐々に増えはじめた。1990年代以降は文庫・新書のカバーをよく見るようになった。

### カバーの役割
カバーをかけると外観はカバーしか見えない。販売時のカバーは、本の表紙・裏表紙・背表紙が果たす機能がカバーに必要となる。カバーにはタイトル、著者、出版社、価格、バーコード、ISBN、レーティングなど、本を売る上で必要な情報を書く。また、購入者に訴求力のあるデザインを凝らす。装幀家は、その作品を理解した上でカバーデザインする。それに対し、販売時にカバーがつく全体の場合は、本体の表紙・裏表紙・背表紙のデザインは非常に簡素になる。無地や、簡単な幾何学模様、カバーをモノクロにしたデザインなどが多い。但し、漫画単行本の場合は本体の表紙・裏表紙をあたかも中のページの一部のように扱い、書き下ろし漫画などを掲載する場合もある。これらは紙のカバーだった場合で、透明フィルムのカバーの場合は、何もデザインしないものとその透明性を生かし本体の表紙をいかしたデザインに二分できる。
カバーには本を保護する機能がある。本の汚れを取る事は困難でもカバーの汚れは交換すれば良い。そのために返本されたものもカバーの交換によって本は再び新品に近いものとなり、新たに流通に載る。また、本の価格改定時や消費税率改定の際に、カバーの差し替えだけで対応できるよう、価格はカバーにしか書かない。カバーのない本の場合は、箱がその役割を果たすことがある。
文庫本の小説などでは、映画やテレビドラマ化時に、提携（tie-up）のためにそのときに限ってカバーを（重要な役を演ずる俳優の写真などに）差し替えて販売することもある。そのため、同じ本でも、複数のカバーが存在することも珍しくない。実際にジャケ買いという言葉があり、表紙だけ見て購読する消費者行動が存在する。

## 購入時・購入後のカバー

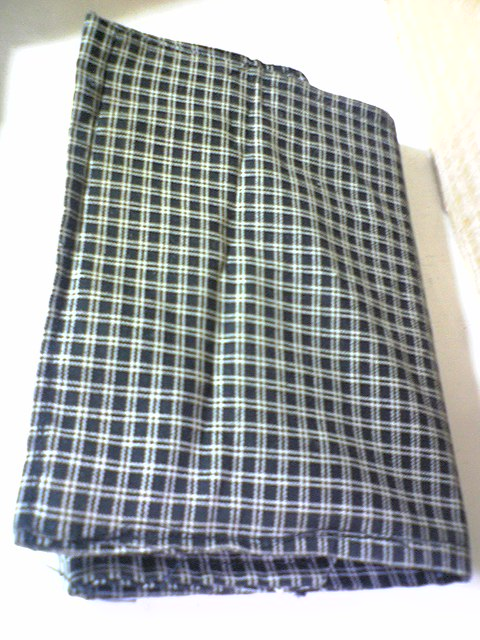
ブックカバー

本の傷みや汚れを避けるため、あるいは読んでいる本が何かを周囲に分からせないようにするためにかける。書店で購入する際に店側がかけてくれるもの、書店や文具店などで売られているものに大別出来る。

### 購入時のカバー
ほとんどの場合紙だが、稀に透明フィルムのカバーも存在する。
その書店のオリジナルデザインのものや取次店が出しているもの、出版社が出しているもの、1990年代より広まった広告が印刷されているものなどがあり、変化（variety）に富んでおりブックカバーの収集家（collector）なども存在する。経費削減のため、オリジナルのブックカバーを使う本屋は少なくなっている。書店でブックカバーのデザインを公募している書店がある。書店でカバーをかけるのは日本だけの習慣である。かつては韓国でも同じ習慣があったが、1993年頃に「ゴミ減量運動」が起こり、無くなった。

### 購入後のカバー
書店や文具店などが販売しており、紙、布、革、プラスチック、ビニールなどで出来ている事がある。自作のブックカバーを用いる者もいる。書店や出版社の中には、サイトでブックカバーの画像を配布しているところもある。ブックカバー用のデザインをWebで公開しているサイトがある。そうした柄を印刷し、使用する場合もある。